# Вільгельм Ліст
Зігмунд Вільгельм Вальтер Ліст (нім. Siegmund Wilhelm Walther List; нар. 14 травня 1880, Ульм — пом. 16 серпня 1971, Гарміш-Партенкірхен) — німецький воєначальник часів Третього Рейху, генерал-фельдмаршал (1940) Вермахту. Кавалер Лицарського хреста (1939). Командував польовими арміями в Європейських кампаніях. У ході битви за Кавказ командував групою армій «А», проте 10 вересня 1942 Гітлер усунув його від командування за невиконання наказу щодо виходу до Каспійського моря і відправив його до резерву фюрера.

## Біографія

### Ранні роки, Перша світова війна
Зігмунд Вільгельм Вальтер Ліст народився 14 травня 1880 року в Оберкіршберг (нім. Oberkirchberg) (сучасна комуна Іллеркірхберг) біля Ульма (Вюртемберг) в родині лікаря.
Військову службу розпочав у 1898 році юнкером 1-го баварського інженерного батальйону. У 1900 році закінчив військове училище і був підвищений в офіцери (лейтенант). Служив батальйонним ад'ютантом, оберлейтенант (1908). У 1912 році закінчив Військову академію, після якої продовжував службу в інженерних військах. У 1913 році переведений до баварського Генерального штабу (Мюнхен), майор (1914).
Учасник Першої світової війни на Західному фронті. У 1914—1916 роки офіцер Генерального штабу при 2-м баварському армійському корпусі. Влітку 1916 року направлений у відрядження на Балканський фронт, де провів кілька місяців, встановивши тісні зв'язки з багатьма болгарськими і турецькими офіцерами. Згодом вважався одним із провідних військових фахівців німецької армії по Балканському регіону.
У 1917 році повернувся на Західний фронт і був призначений офіцером Генерального штабу при 8-й баварській резервній піхотній дивізії. На початку 1918 року переведений до баварського Військового міністерства (Мюнхен), де знаходився до кінця Першої світової війни. Війну закінчив у ранзі майора.

### Служба в Рейхсвері
У 1919 році вступив до Добровольчого корпусу полковника Ф. фон Еппа, який зіграв важливу роль у придушенні революційного руху в Німеччині, служив в штабі корпусу. Після демобілізації кайзерівської армії залишений на службі в рейхсвері і отримав призначення до штабу 7-ї піхотної дивізії в Мюнхені (1919). У 1922—1923 роках командир батальйону гірських стрільців, потім служив у штабі 7-го військового округу (Мюнхен), оберстлейтенант (1924).
1926 року був призначений начальником організаційного управління Військового міністерства і підвищений в оберсти. Обіймав цю посаду 4 роки, після чого був призначений начальником військового (піхотного) училища в Дрездені і отримав чин генерал-майора (1930). Вживав суворі дисциплінарні заходи до курсантів-учасників нацистського руху. У 1932 році повернувся до Військового міністерства, де зайняв посаду начальника управління бойової підготовки і підвищений в генерал-лейтенанти (1932). Незабаром В.Ліст був призначений командиром 4-ї піхотної дивізії, якою командував до 1 жовтня 1935. Одночасно, до лютого 1938 року, Ліст виконував обов'язки командувача 4-м військовим округом (Дрезден).

### Співпраця з нацистами
Прихід нацистів до влади в Німеччині Вільгельм Ліст зустрів з холодною настороженістю, як і абсолютна більшість вищих офіцерів рейхсверу. У 1935 році його дивізія була розгорнута в 4-й армійський корпус, а сам Ліст став його командиром і був підвищений в генерали від інфантерії. У цей період Ліст входив до першої десятки найвпливовіших воєначальників німецької армії, посідаючи серед них за старшинством 8-ме місце.
Під час відомої кризи у військовому керівництві Вермахту (справа Бломберга-Фріча) Ліст беззастережно прийняв сторону Гітлера, чим заслужив його прихильність і щасливо уникнув «генеральської чистки». У лютому 1938 року був призначений командувачем 2-ї армійської групи (Кассель) замість звільненого у відставку генерала В. фон Леєб.
Після аншлюсу Австрії призначено командувачем розгорнутої там 5-ї армійської групи зі штабом у Відні, змінивши на цій посаді генерала Ф. фон Бока (квітень 1938 року). Цей зарозумілий пруссак за своє коротке перебування в Австрії зумів викликати таке роздратування у нових підданих рейху, що ті зажадали від свого земляка Гітлера його негайного відкликання. Тому фюрер і замінив Бока більш дипломатичним баварцем Лістом. Ліст реорганізував австрійську армію і об'єднав її з німецьким вермахтом, сформувавши на території Австрії 2 нових армійських корпусу (17-й і 18-й). Командував військами сформованої 14-ї армії при окупації Судетської області та Чехословаччини. У квітні 1939 року отримав чин генерал-полковника.

### Друга світова війна
До початку Другої світової війни Ліст мав вже міцну репутацію прихильника нацистів. Під час Польської кампанії 1939 року успішно командував 14-ю армією, що діяла на півдні Польщі, його війська опанували Краків і Львів. За бойові заслуги в цій кампанії нагороджений Лицарським хрестом.
Військова кар'єра
- 8 лютого 1899 — фенрих
- 7 березня 1900 — лейтенант
- 9 березня 1908 — оберлейтенант
- 22 березня 1913 — гауптман
- 26 вересня 1919 — майор
- 1 жовтня 1923 — оберстлейтенант
- 1 березня 1927 — оберст
- 1 листопада 1930 — генерал-майор
- 1 жовтня 1932 — генерал-лейтенант
- 1 жовтня 1935 — генерал від інфантерії
- 20 квітня 1939 — генерал-полковник
- 19 липня 1940 — генерал-фельдмаршал

За часів Французької кампанії Вільгельм Ліст очолював 12-ту армію, яка брала участь у прориві під Седаном, а потім зробила довгий марш до кордону з Швейцарією.
19 липня 1940 в числі дванадцяти старших офіцерів Вермахту йому було присвоєно звання генерал-фельдмаршала.
Згодом Ліст був перенацілений на балканський напрямок. У цей період Ліст проявив неабиякі дипломатичні здібності. У лютому 1941 року він вдало провів переговори і уклав військовий договір з Болгарією, відповідно до якого на території цієї країни розмістилися війська його 12-й армії, яка була передислокована з Франції.
Командуючи армією під час Балканської кампанії 1941 року, Ліст знову проявив себе як видатний воєначальник. Під його командуванням війська 12-ї армії розгромили грецьку армію, а також британський експедиційний корпус, що прийшов їй на допомогу, і окупували Грецію, що капітулювала 23 квітня 1941. Одночасно у взаємодії з 2-ю армією генерала М. фон Вайкс вони завдали нищівної поразки югославської армії і окупували Югославію, яка капітулювала 17 квітня 1941. Втрати 12-ї армії в ході Балканської кампанії, що завершилася блискучою перемогою Вермахту, склали всього 5 тис. військових, у той час як противник тільки полоненими втратив понад 370 тис. осіб.

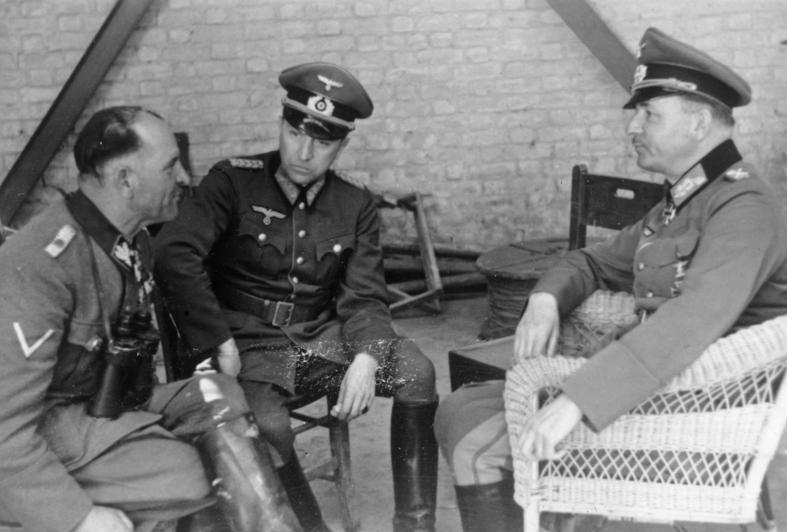
Обергрупенфюрер СС Йозеф Дітріх, генерал-майор Ганс фон Грайффенберг з генерал-фельдмаршалом В.Лістом на попередніх переговорах про капітуляцію грецької армії. Квітень 1941

Після витіснення англійських військ з Салонік і захоплення Криту В. Ліст, який вважав великим знавцем і фахівцем з цього регіону, 10 червня 1941 Гітлером був призначений головнокомандувачем німецькими окупаційними військами на Балканах (командування Вермахту на південному сході) (штаб Салоніки). Але на Балканах Ліст пробув недовго. У жовтні 1941 року він важко захворів, здав командування і виїхав до Німеччини.
Понад 8 місяців Ліст вимушено знаходився поза службовою діяльністю. Тільки 9 липня 1942 за рекомендацією начальника штабу верховного командування Вермахту генерал-фельдмаршала В. Кейтеля та генерал-полковника Ф. Гальдера (начальник Генерального штабу сухопутних військ) Гітлер призначив Ліста командувачем групою армій «А» (11-та А, 17-та А, 1-ша ТА, згодом й 4-та ТА) на Східному фронті. Це призначення відбулося, попри те, що фюрер до того часу вже не мав особливих симпатій до Лісту (він мав інформацію про критичне ставлення фельдмаршала до авантюристичної політики нацистського керівництва Німеччини і особисто Гітлера).
Незабаром після вступу Ліста на посаду командувача групою армією очолювані ним війська завдали великої поразки Червоної Армії під Ростовом-на-Дону, зайняли майже весь Північний Кавказ і у серпні 1942 року вийшли до Головного Кавказького хребта. Однак тут погляди Ліста і Гітлера з питань оперативно-стратегічного планування подальших операцій на Кавказі різко розійшлися. Гітлер вимагав від Ліста продовжувати наступ за будь-яку ціну, але той відмовився це робити, посилаючись на нестачу сил і засобів, що були в його розпорядженні, неймовірно розтягнуті комунікації його військ, а також опір Червоної Армії, що незмінно зростав. Не допоміг зломити завзятість норовливого фельдмаршала і його терміновий виклик до ставки Гітлера у Вінниці (31 серпня 1942 року). Фюрер прийняв Ліста з підкресленою люб'язністю й уважно вислухав всі його доводи. Але після від'їзду фельдмаршала, який так і залишився при своїй думці, прийшов в лють, накинувся з гнівними докорами на своїх найближчих радників, що рекомендували йому призначити Ліста на пост командувача групою армій «А». Він послав на Кавказ генерала А. Йодля (начальник оперативного відділу ОКВ), наказавши йому на місці розібратися з обстановкою.
7 вересня 1942 року Йодль, повернувшись до ставки, виступив на підтримку дій Ліста, чим спровокував новий напад люті Гітлера. Фюрер був розлютований так, що хотів негайно звільнити всіх своїх військових радників, але, все ж, поміркувавши, не зважився піти на такий крок. Постраждав лише один Ф.Гальдер, який був знятий з посади і звільнений у відставку. Своє обурення поведінкою Кейтеля і Йодля Гітлер висловив тим, що протягом кількох місяців не подавав їм руки і не запрошував до свого обіду.
10 вересня 1942 року Ліст був відсторонений від посади командувача групою армій «А» і звільнений у відставку. Командування військами цієї групи армій Гітлер прийняв на себе. Ніякої участі в подальших подіях Другої світової війни Ліст не брав. Всіма забутий, він пішов у приватне життя, усамітнившись у своєму маєтку на півдні Німеччини.
У 1945 році був заарештований американськими військами. У 1947 році генерал-фельдмаршал Ліст та 11 його колишніх підлеглих постали перед американським військовим судом, по звинуваченням у військових злочинах і злочинах проти людства — в першу чергу за скоєні репресії та вбивство заручників в помсту за партизанську діяльність. Ліст був визнаний винним у страті заручників, й в лютому 1948 року був засуджений до довічного тюремного ув'язнення.
Проте, вже в грудні 1952 року, офіційно через поганий стан здоров'я, Ліст був звільнений з в'язниці. Брав участь у створенні бундесверу у ФРН. Колишній фельдмаршал Вермахту прожив ще 19 років, і помер 17 серпня 1971, у віці 91 року. Вільгельм Ліст похований на кладовище Вальдфрідхоф Соллн (Waldfriedhof Solln), в Мюнхені.

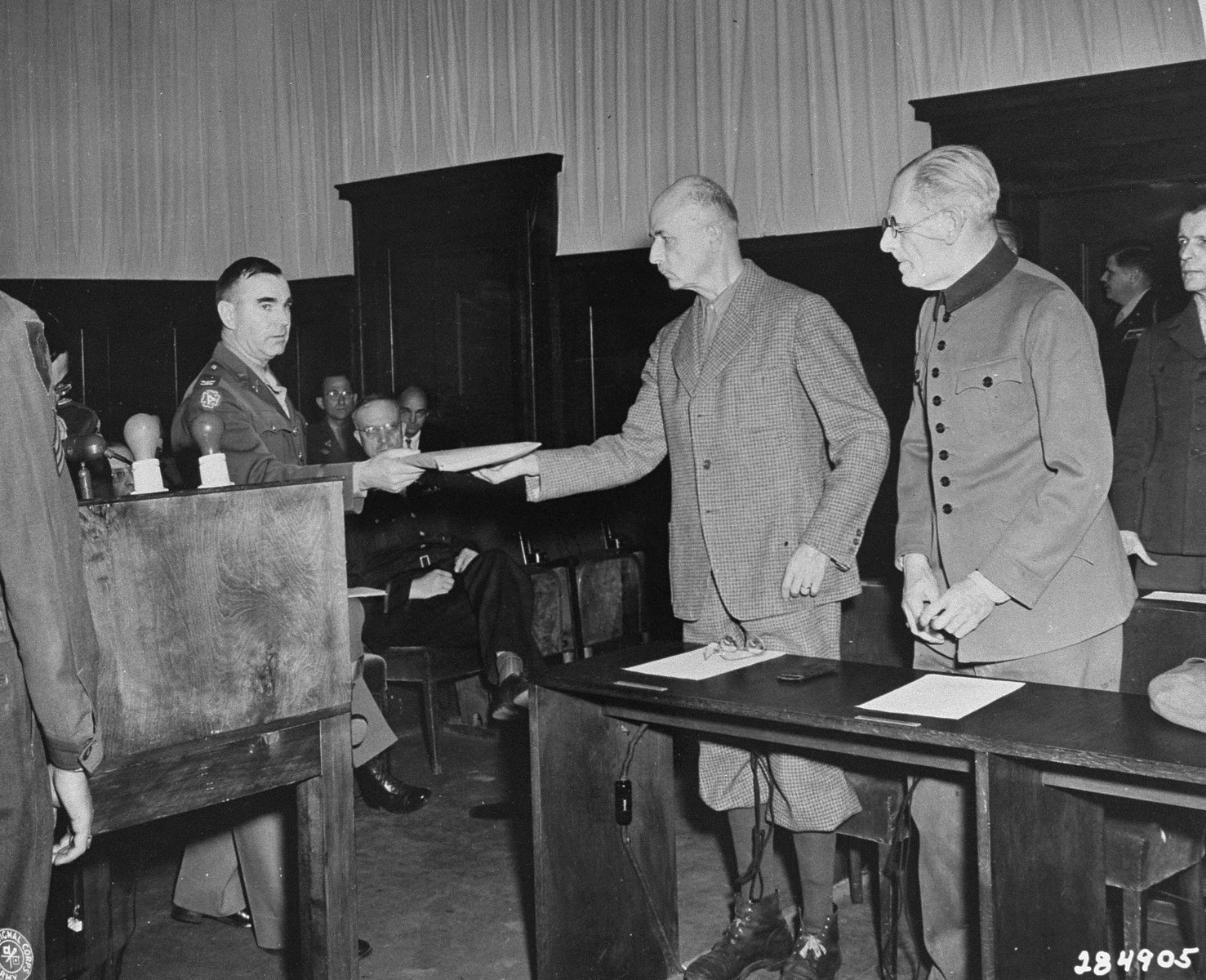
На допитах Нюрнберзького трибуналу. Генерал-фельдмаршали Вільгельм Ліст та Максиміліан фон Вайкс. 12 травня 1947

## Роль Вільгельма Ліста в історії
Вільгельм Ліст належав до старого покоління фельдмаршалів Гітлера. Володіючи неабияким військовим даруванням, він відзначився як командувач армією в Польщі (1939), Франції (1940) та на Балканах (1941). Влітку 1942 року, очолюючи протягом 2,5 місяців групу армій «А» на Східному фронті, він здобув велику перемогу під Ростовом, що призвело до втрати Червоною армією Північного Кавказу. На відміну від багатьох інших фельдмаршалів, Ліст мав мужність у серпні 1942 року не погодитися з абсурдними, на його думку, планами Гітлера на Кавказі, сміливо відстоювати свої погляди і не поступитися перед диктатором власними принципами, попри те, що це коштувало йому кар'єри.
Як людина Ліст відрізнявся завидним спокоєм і холоднокровністю. Це був тверезомислячий та розумний воєначальник, в образі дій якого чітко проглядалися риси педантичного до дрібниць генштабіста старого гарту. Чітке планування і пунктуальне виконання прийнятих рішень було для нього непорушним законом.
Він не терпів легковагих підходів до розробки оперативних планів, був противником всякого роду авантюрних дій. Необхідно зазначити, що Ліст був, мабуть, єдиним з великих воєначальників вермахту, який не зазнав жодної поразки за час своєї бойової діяльності в роки Другої світової війни. Правда, важко сказати, чи зміг би Ліст настільки успішно керувати оборонними операціями, оскільки йому жодного разу не довелося очолювати відступ. Всі операції, в яких він брав участь в 1939—1942 роках, були наступальними.
Як ніхто інший, Ліст вмів домагатися від своїх військ високих темпів наступу. Це підтверджується усіма кампаніями, в яких він брав участь. Деякі західні історики вважають, що у післявоєнній історіографії Ліст як воєначальник абсолютно незаслужено виявився забутим, а його військовий талант не отримав належної оцінки.
Ліст мав також безсумнівні дипломатичні здібності. Вони нерідко демонструвалися і в його взаєминах з підлеглими генералами. Навіть самі незлагідні з них, на зразок Роммеля або Гудеріана, не тільки високо відзивалися про свого начальника, а й захоплювалися ним.
Але, незважаючи на свої таланти та гідності, Ліст опинився в числі військових злочинців і повинен був тримати відповідь перед переможцями за свої дії в роки війни. Доки Ліст старанно служив злочинному нацистського режиму і мав, бажаючи чи ні, проводити відповідну політику, яка увійшла в історію під назвою «фашизм» з усіма витікаючими звідси наслідками. Як військовий злочинець Ліст був в основному звинувачений за дії, вчинені очолюваними їм військами на території Греції і Югославії в 1941 році.

## Нагороди генерал-фельдмаршала Вільгельма Ліста
- Медаль принца-регента Луїтпольда (Баварське королівство)
- Залізний Хрест 2-го класу (1914)
- Залізний Хрест 1-го класу (1914)
- Лицарський хрест Королівського ордену дому Гогенцоллернів з мечами (Пруссія)
- Орден «За військові заслуги» (Баварія) ІІ ступеня з мечами та короною
- Лицарський хрест ордена Фрідріха (Вюртемберг)
- Хрест «За військові заслуги» (Австро-Угорщина)
- Орден «За військові заслуги» (Болгарія)
- Чорний нагрудний знак «За поранення» (1918)
- Хрест «За вислугу років» (Баварія) 2-го класу (за 24 роки військової служби)
- Почесний хрест ветерана війни за 1914-1918 (1934)
- Медаль «За вислугу років у Вермахті» I ступеня (за 25 років військової служби)
  - Медаль «За вислугу років у Вермахті» II ступеня (за 18 років військової служби)
  - Медаль «За вислугу років у Вермахті» III ступеня (за 12 років військової служби)
  - Медаль «За вислугу років у Вермахті» IV ступеня (за 4 роки військової служби)
- Медаль «У пам'ять 13 березня 1938 року»
- Медаль «У пам'ять 1 жовтня 1938» із застібкою «Празький град»
- Пряжка до Залізного хреста 2-го класу (1939)
- Пряжка до Залізного хреста 1-го класу (1939)
- Лицарський хрест Залізного хреста (30 вересня 1939)
- Орден Михая Хороброго 3-го і 2-го класу (Румунія) (24 червня 19420 — отримав 2 нагороди одночасно.